# Acutotyphlops kunuaensis
Acutotyphlops kunuaensis är en ormart som beskrevs av Wallach 1995. Acutotyphlops kunuaensis ingår i släktet Acutotyphlops och familjen maskormar. Inga underarter finns listade i Catalogue of Life.
Arten förekommer endemisk på ön Bougainville som tillhör Salomonöarna. Honor lägger ägg.